# Pielęgnica wilkowata
Pielęgnica wilkowata (Parachromis dovii) – gatunek słodkowodnej, drapieżnej ryby z rodziny pielęgnicowatych (Cichlidae), występujący w Ameryce Centralnej. Poławiana w wędkarstwie sportowym i w celach spożywczych.

## Występowanie i biotop
Występuje w jeziorach i dużych rzekach Kostaryki, Hondurasu i Nikaragui.

## Morfologia
Osiąga długość do 72 cm. Ubarwienie ciała białozielone z czarnymi kropkami, opalizujące na purpurowo. Dość duży pysk z przesuniętymi nieco ku górze i tyłowi głowy oczami. Od oczu do podstawy ogona czarny pas (u starszych osobników jest on przerywany). Samice są mniejsze od samców, których masa może osiągać nawet 6,8 kg. 

## Ekologia i zachowanie
Gatunek ten jest jajorodny. Samica może złożyć do 1500 sztuk jaj, których do wylęgu pilnują obydwoje rodzice. Samiec przez kilka pierwszych tygodni strzeże także narybku po wylęgu. Jest drapieżnikiem szczytowym, znakomitym łowcą, polującym na inne ryby (w tym młode innych pielęgnic) oraz wodne bezkręgowce. 